# Interlingue
Interlingue er et internationalt hjælpesprog udgivet i 1922. Sprogets oprindelige navn var Occidental, men navnet blev i 1949 ændret til Interlingue. I litteraturen om kunstsprog kaldes sproget nogle gange Interlingue/Occidental eller Occidental/Interlingue. Sprogets skaber, Edgar de Wahl, udtænkte det for at opnå et maksimum af både grammatisk regelmæssighed og naturlig karakter. Ordforrådet er baseret på allerede eksisterende ord fra forskellige sprog og et afledt system, der anvender anerkendte præfikser og suffikser.
Sproget er udtænkt, så mange af dets afledte ordformer afspejler de former, der er fælles for visse vesteuropæiske sprog, primært de romanske, sammen med en vis mængde germansk ordforråd. Mange af dets ord er dannet ved hjælp af de Wahls regel, et sæt regler for regelmæssig konvertering af alle undtagen seks verbinfinitiver til afledte ord, herunder fra latinske dobbeltstammede verber (f.eks. Vider to see og dets afledte vision). Resultatet er et naturalistisk og regelmæssigt sprog, der er let at forstå ved første øjekast for personer, der er bekendt med visse vesteuropæiske sprog. Læsbarhed og forenklet grammatik sammen med det regelmæssige udseende af magasinet Cosmoglotta, gjorde Occidental populær i Europa i årene op til og kort efter Anden Verdenskrig. 
Occidental overlevede Anden Verdenskrig, men samfundet havde været ude af kontakt med sprogets skaber siden 1939. En baltisk tysk flådeofficer og lærer fra Estland, de Wahl nægtede at rejse til Tyskland under Anden Verdenskrig. Hans hus blev ødelagt i luftangrebene på byen 1943, og han søgte tilflugt på et psykiatrisk hospital. Med korrespondancer næsten fuldstændig opfanget, var han stort set uvidende om udviklingen i sproget frem til hans død i 1948. Occidental-Interlingue navneændringen fandt sted året efter. Forslaget til denne ændring var todelt: at forsøge at demonstrere for Sovjetunionen sprogets neutralitet og for en mulig union eller et tættere samarbejde med Interlingua, et konkurrerende naturalistisk projekt, der var ved at offentliggøre. Et betydeligt antal brugere gik tabt efter Interlinguas optræden i 1951 og begyndte en periode med tilbagegang indtil internettets fremkomst.